# Rădăcină și radical (lingvistică)
În lingvistică, termenii „rădăcină” și „radical” sunt asociați. Unii lingviști îi văd chiar ca sinonime, cu atât mai mult, cu cât în limba engleză se folosește termenul root ca echivalent pentru amândoi, Crystal 2008 menționând că termenul en  radical este folosit uneori în locul lui root. Într-adevăr, cei doi termeni au în comun faptul că se referă la un element de bază al cuvântului, lipsit de orice afix, în limbile flexionare și în cele aglutinante. Totuși, în prezent, cei doi termeni sunt delimitați în terminologia lingvistică franceză sau în cea română, după unele caracteristici ale elementului de cuvânt amintit. În plus, cei doi termeni continuă să aibă mai multe interpretări.

## Interpretare diacronică
Pentru unii lingviști, termenul „rădăcină” se referă la istoria cuvintelor, la etimologia lor. Noțiunea de rădăcină are o mare importanță în studiile diacronice în care se lucrează pentru reconstituirea limbii proto-indoeuropene. În aceste studii, rădăcina este elementul de bază, cel mai vechi al unui cuvânt, reconstituit prin compararea corespondentelor sale în limbile indoeuropene, ținând seama de legi fonetice specifice. S-a ajuns, bunăoară, la concluzia că cuvântul sanscrit parayati „a duce prin”, cel din greaca veche peirein „a trece prin”, cel latinesc portare „a purta”, cel armenesc hordan „a înainta”, cel din slava veche pariti „a zbura”, cel din engleza veche faran, „a merge, a călători” și mai multe alte cuvinte au toate la bază rădăcina proto-indoeuropeană *per- cu sensul „a conduce undeva, a trece prin”.
Distincția între rădăcină și radical apare deja în studiul rădăcinilor indoeuropene. Rădăcina este un simbol ipotetic ce exprimă o anumită noțiune, constituit din două consoane, de exemplu. Rădăcina este lipsită de orice element de flexiune sau de formare de cuvinte (afix etc.), fiind ireductibilă în această formă. O rădăcină formată din două consoane apare în cuvinte fiind completată de o vocală care diferă în variante ale rădăcinii numite „radicali”. Aceștia servesc drept bază pentru flexiune. De exemplu, rădăcina g e/o n, care exprimă noțiunea „naștere”, se realizează prin radicalii gen, gon, gn etc., primul apărând, de pildă, în verbul a genera. Bussmann 1998, folosind termenul en  root, menționează că cuvintele citate în paragraful precedent au la bază elementele *per- sau *par-, acestea fiind, prin urmare, radicali în terminologia românească sau franceză.

## Interpretări sincronice
Termenul rădăcină este folosit și în lingvistica limbilor semitice actuale. Este în general un ansamblu de trei consoane, iar flexiunea, numită « internă » în acest caz, precum și, parțial, formarea de cuvinte, constă în schimbarea vocalelor dintre aceste consoane. În limba arabă, de exemplu, rădăcina k-t-b reprezintă noțiunea „scriere” și servește la formarea unor cuvinte precum kataba „a scris”, katib „scrib, scriitor”, kitab „scriere, carte”, kutub „cărți”.
Distincția între rădăcină și radical există și într-o interpretare sincronică, termenul „radical” denumind una din formele unei rădăcini. Aceasta ar fi elementul ireductibil, comun tuturor membrilor unei familii de cuvinte dintr-o limbă sau dintr-o familie de limbi. Este obținută prin eliminarea tuturor afixelor și poartă sensul esențial, comun tuturor cuvintelor alcătuite cu ea, fiind forma abstractă care servește drept bază de reprezentare a tuturor radicalilor ce sunt manifestările ei. De exemplu, verbul fr  venir „a veni” ar avea rădăcina /ven/ cu doi radicali, ven- și vien-, care s-ar realiza în urma adăugării a diverse afixe, primul în forma venons „venim”, de exemplu, al doilea într-o formă ca vienne „să vină”. În această viziune se consideră ca având aceeași rădăcină și făcând parte din aceeași familie lexicală și cuvinte care au cuvinte sursă directe diferite. De pildă, rădăcina /chant/ ar avea doi radicali, chant- (de exemplu al cuvântului chanter „a cânta”) și cant-, al cuvântului cantatrice „cântăreață (de operă)”, împrumut din limba italiană, în ideea că ambii radicali aparțin rădăcinii latine cant-. O rădăcină poate avea și un singur radical, și atunci cele două se confundă.
Termenul „radical” mai are și alte interpretări sincronice, neraportate la noțiunea de rădăcină. 
Într-una din acestea, radicalul ar fi o bază la care se pot adăuga afixe gramaticale. Radicalul ar fi deci un cuvânt de sine stătător sau un segment de cuvânt fără niciun afix, ori cu unul sau mai multe afixe lexicale. Constantinescu-Dobridor reduce această interpretare a radicalului la verb. De pildă, radicalul lui încredințăm ar fi încredinț- (< în + cred + inț-).

### Radicalul ca bază elementară
Cel mai adesea, în studiile sincronice, radicalul este forma de bază a unui cuvânt, care nu se mai poate analiza fără a i se pierde total identitatea, altfel spus, ceea ce rămâne dintr-un cuvânt după ce i s-au eliminat toate afixele, atât gramaticale, cât și lexicale. Din punct de vedere morfologic este un morfem, așa cum sunt și celelalte elemente ale cuvântului, afixele. Radicalul este comun tuturor formelor gramaticale ale unui cuvânt și tuturor cuvintelor care constituie o familie lexicală.
Astfel, radicalul este baza elementară a flexiunii (în limbile flexionare) și a adăugării de afixe (în limbile aglutinante), fie că este vorba de exprimarea raporturilor gramaticale sau de formarea de cuvinte.
În limba română, de exemplu, pornind de la radicalul ar-, se realizează flexiunea verbului a ara. De pildă, adăugându-i-se sufixul -ă- și sufixul de tip desinență -m, se obține forma de indicativ prezent, persoana întâi plural. Un exemplu de formare de cuvinte este de la radicalul copil-, obținându-se prin adăugarea unuia sau a mai multor sufixe lexicale, copilaș, copilandru, copilărie, copiliță, copilăresc, copilăros, copilărește.
Tot pornind de la radicali se realizează flexiunea internă și, parțial, formarea de cuvinte, procedee care au o mare importanță în limbi ca cele semitice (vezi mai sus), dar există și în alte limbi, în oarecare măsură în engleză (ex. man „bărbat” – men „bărbați”; write „a scrie” și cinci forme personale ale prezentului simplu – wrote trecut simplu la toate persoanele) și, în măsură mai mică, în franceză: peut „poate” – put „putu”, sait „știe” – sut „știú”, prend „ia” – prit „luă”, met „pune” – mit „puse”.
Într-o limbă aglutinantă precum maghiara, la radicalul ház- „casă”, prin adăugarea sufixelor lexicale -as, -ság, și gramaticale, -a, -i, -m și -ról se obține cuvântul házasságaimról „despre căsătoriile mele”.
Prin compunere din doi radicali se pot obține de asemenea cuvinte noi, de exemplu ro  botgros, fr  chou-fleur „conopidă” (literal „varză-floare”), en  blackbird „mierlă” (lit. „pasăre neagră”).

#### Sensul radicalului
O parte din radicali au sens noțional, lexical. Acest sens este direct inteligibil în cazul radicalului substantivului, al verbului și al adjectivului, și indirect inteligibil în cel al pronumelor. Nu au sens lexical, ci gramatical, radicalii conjuncțiilor, prepozițiilor și postpozițiilor, radicali care sunt în același timp cuvinte de sine stătătoare invariabile. Alți radicali, în general tot cuvinte invariabile, au sens pragmatic sau modal. Astfel sunt interjecțiile și cuvintele socotite adverbe în unele gramatici, precum cele ale limbii române, dintre care unele sunt considerate în alte gramatici părți de vorbire aparte, numite modalizatori și/sau particule, bunăoară în gramatici ale limbii maghiare.

#### Forma radicalului
În unele gramatici se consideră că există radicali cu formă unică și altele cu două sau mai multe forme. În cazul celor din urmă, una din forme este tipică, abstractă, numită invariantă. Aceasta reprezintă morfemul radical și se consideră că are atâtea realizări câte forme există, numite variante sau alomorfe. Această distincție este analogă cu cea din fonologie referitoare la fonem și la alofonele acestuia, și corespunde cu cea dintre rădăcină și radical prezentă în Dubois 2002 (vezi mai sus).
Între variantele unui radical există așa-numite alternanțe fonetice. Unele din acestea sunt numite combinatorii, adică provocate de adăugarea unor afixe, fiind de natură morfofonologică. Există mai multe feluri de asemenea alternanțe, în funcție și de limba considerată.
În limba română există:
- alternanțe vocalice: fată ~ fete, fac ~ făcut, negru ~ neagră, măr ~ meri, tânăr ~ tineri, scot ~ scoate;
- alternanțe consonantice: pot ~ poți, brad ~ brazi, urs ~ urși, plec ~ pleci ([k] ~ [t͡ʃ]), muscă ~ muște;
- alternanțe vocalice și consonantice concomitente: carte ~ cărți, toți ~ tuturor.

În alte limbi sunt și alte feluri de alternanțe:
- alternanțe între variante ale aceleiași vocale (de exemplu scurtă ~ lungă): fr  dites [dit] „ziceți” ~ disent [diːz] „(ei/ele) zic”[17], hu  víz „apă” ~ vizek „ape”[25];
- alternanțe vocală ~ consoană: sr  beo „alb” ~ bela „albă”, pepeo „cenușă” ~ pepela „cenușii” (cazul genitiv)[26];
- alternanțe vocală ~ ∅ (zero): sr  borac „luptător” ~ borcu „luptătorului” (cazul dativ)[27], hu  bokor „tufă” ~ bokrok „tufe”[23];
- alternanțe consoană ~ ∅: fr  ils/elles battent „ei/ele bat” ~ il/elle bat „el/ea bate”, étudiante „studentă” ~ étudiant „student” (t final nu se pronunță în aceste cuvinte)[28].

Flexiunea internă poate fi de asemenea considerată un sistem de alternanțe vocalice.

### Radical liber și radical legat
Unii radicali sunt morfeme libere, adică pot constitui singure un cuvânt și să-și îndeplinească astfel rolul în propoziție. Alți radicali, neputând constitui cuvinte de sine stătătoare, sunt morfeme legate, la fel ca afixele. Între caracterul total liber și cel total legat există o gradație:
- Este în mod necesar liber radicalul care nu poate primi afixe, cum este cel al adverbelor, al conjuncțiilor și al prepozițiilor, de exemplu în română.
- Este potențial liber radicalul care poate primi afixe, dar poate avea funcție sintactică și fără vreun afix. Astfel sunt de exemplu, în limba maghiară, adverbele care pot avea grade de comparație: fent „sus” – fentebb „mai sus”.
- Este considerat relativ liber radicalul celor mai multe verbe, substantive și adjective. Un astfel de radical poate funcționa numai cu cel puțin un afix, dar acesta poate fi ∅. Un asemenea afix exprimă una sau mai multe categorii gramaticale tocmai prin absența sa. De pildă, forma cânt a verbului a cânta, fără afix aparent, exprimă persoana I, numărul singular, la timpul prezent al modului indicativ sau conjunctiv. Ca exemplu de substantiv, desinența ∅ a cuvântului pom exprimă faptul că este la cazul nominativ sau acuzativ, numărul singular.
- Un radical legat nu poate constitui un cuvânt de sine stătător. Este adesea o variantă dintr-o serie de variante dintre care una este principală, relativ liberă. De exemplu, radicalul hu  tesz- este relativ liber, putând fi forma tesz „pune” de persoana a III-a singular a indicativului prezent, dar are variante legate în forme ca tettem „am pus” și tégy „să pui, pune!”. Sunt și radicali cu toate variantele legate. În maghiară este cazul verbelor care au, în mod excepțional, desinență efectivă la persoana a III-a singular a indicativului prezent, ex. eszik „mănâncă”. Radicalul său, esz-, nu poate fi decât legat, precum și variantele sale din formele ettem „(eu) am mâncat” și evett „a mâncat”.

Sunt și radicali legați având o singură formă. Este cazul, în maghiară, al radicalilor verbali numiți „fictivi”, la care se adaugă, ca să fie cuvinte, cel puțin un afix, altul decât o desinență. De pildă, verbul forgat „învârtește” este format din radicalul fictiv și legat for-, cu sufixul -gat și desinența ∅.
Un exemplu englez de radical legat cu formă unică este -ceive, care nu poate forma cuvinte fără un prefix: receive „a primi”, conceive „a concepe”, deceive „a amăgi, a înșela”.